# Culture dans la Lozère
Bien que manquant de population, la Lozère tente de développer toute forme de culture, dans des domaines très variés:

## Musée et lieux culturels
- Musée du Gévaudan, à Mende;
- Musée vivant de la Filature des Calquières, à Langogne, musée de la filature et de ses machines;
- Domaine départemental de Boissets, Haut lieu de l'agropastoralisme et centre d'interprétation de la vie caussenarde situé sur le causse de Sauveterre;
- Musée archéologique de Javols, à propos de l'ancienne capitale Gabale Anderitum;
- Musée archéologique de Banassac, à Banassac-Canilhac, à propos de l'ancienne frappe de monnaie en pays Gabale et au Haut Moyen Âge;
- Musée du Guesclin, à Châteauneuf-de-Randon, portant sur Bertrand Du Guesclin décédé sur les lieux;
- Écomusée du mont Lozère, au Pont-de-Montvert, visant à mettre en avant le patrimoine naturel et culturel du mont Lozère;
- Le site médiéval de la Tour d'Apcher, à Prunières, ancien siège de la baronnie d'Apchier;
- Le petit musée des deux Albert, à Marvejols, musée à propos de l'imprimerie typographique;
- Musée de l'ancien couvent des Ursulines, au Malzieu-Ville, présente une collection d'art sacré.

## Cinéma
Chaque année la commune de Vebron organise son festival international de cinéma.
De nombreux films ont été tournés en Lozère, parmi eux on retrouve : La Grande Vadrouille, Saint-Jacques... La Mecque, 37°2 le matin, Michael Kohlhass, Le Frère du guerrier, Mon oncle Benjamin, Justinien Trouvé ou le Bâtard de Dieu, Antoinette dans les cévennes. 

## Musique et Arts de la Rue
Plusieurs festivals ont fait leur apparition au fil des ans:
- Contes et Rencontres (en février, foyers ruraux du département)
- Festi'Val d'Olt (en juin, Le Bleymard)
- Le 48ème de Rue (en juillet à Mende)
- Marveloz Pop Festival (en juillet, Marvejols)
- Festival Détours du monde (en juillet, Chanac)
- Festival de Langlade (en août, Langlade-Brenoux)
- Festiv'Allier (en août, Langogne)
- Prolog festival (en septembre, Florac)
- Festival les Nuits du dahu (en octobre, Le Bleymard)
- Festival gonflé à l'hélium (jazz) (en octobre, à Ispagnac).
- Festival Gouaille (en décembre, Bédouès)

## Littérature
- Mende a accueilli durant plusieurs années la Rencontre des écrivains durant le mois d'août, l'occasion de rencontrer des auteurs locaux, et internationaux tels que Michel Folco ou Calixthe Beyala.
- Un festival de bande dessinée était également organisé en juillet dans la ville de Marvejols, regroupant des artistes divers et variés (Jean-Louis Pesch...)
- Le festival de bande dessinée des Bulles de Burle a lieu chaque année à Sainte-Enimie en juin.

## Culture régionale
- Chaque année, l'association Espoir Oc propose une grande fête à Marvejols autour des traditions régionales et de la culture occitane. Un cop era la Lausera est l'occasion de découvrir ou de redécouvrir la Lozère d'antan, grâce à des activités culturelles, gastronomiques, folkloriques ou artisanales. Est également proposée une messe en occitan en l'église Notre-Dame de la Carce de Marvejols.

## Astronomie, partage et curiosité
- Au mois d'août, les Nuits Solaires[1] sont organisées. L'objectif de cette manifestation est de réunir toutes les générations, population locale et touristique, autour d’un événement original, qui se veut le plus respectueux possible du site qui l'accueille. L'environnement naturel et humain est en effet au cœur des préoccupations de l'association organisatrice. L'idée est d'inviter le spectateur à découvrir un site naturel majestueux, en nocturne. À la nuit tombée, de petites lucioles éclairent le site grâce à l'énergie solaire et balisent le chemin du spectateur. Ce dernier n'a plus qu'à se laisser guider, pour une balade nocturne où l'imaginaire, la mémoire du lieu et la poésie de la nuit inspirent les divers contes, témoignages, musiques, danses, théâtre, expositions et autres surprises à découvrir.

## Sources et références
1. ↑  Site officiel des Nuits Solaires